# Salavat
Salavat (en ruso: Салават; en baskir: Салауат, Salawat) es una ciudad ubicada en la República de Baskortostán, Rusia, a la orilla del río Bélaya. Tiene una población de 158 600 habitantes (censo de 2002.), 149 627 (censo de 1989). La ciudad fue nombrada después del héroe nacional bashkir Salavat Yuláyev.

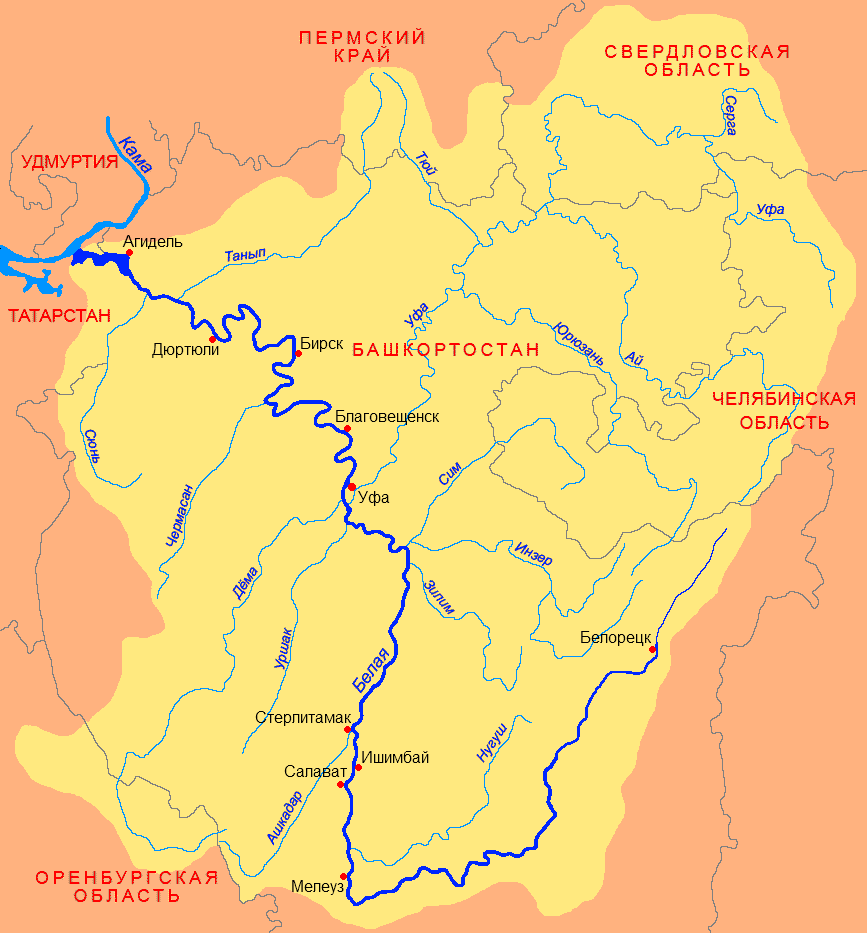
Mapa en ruso del río Bélaya (Бе́лая) —afluente del Kama— en el que aparece Salavat (Салават)

La ciudad fue fundada para ofrecer un alojamiento de la planta de petroquímica de Salavat que es el principal surtidor de las ciudades de la zona. También hay otras fábricas como una fábrica de vidrio y textiles y fábricas de ropa.

## Historia
La ciudad de Ishimbái, pionera de la industria petrolera y refinadora de la región, sentó a las bases de la futura ciudad de Salavat y ayudó a organizar la construcción de la planta número 18, así como a la construcción de la ciudad.
El 30 de junio de 1948, se formó un asentamiento en relación con el inicio de la construcción de la planta petroquímica número 18 (ahora OOO Gazprom Neftekhim Salavat). Sobre la construcción de la planta petroquímica por decisión del Consejo de Ministros de la Unión Soviética del 30 de marzo de 1948, los prisioneros y los prisioneros de guerra fueron transferidos a más de 25.000 personas. La mayoría de ellos trabajaron codo con codo con los constructores en la construcción de talleres de la planta y áreas residenciales. Cuatro colonias correccionales se encuentran ahora en Salavat.
El 7 de julio de 1949 recibió el estatus de una aldea trabajadora, llamada así por el héroe nacional de Bashkir, Salavat Yuláyev. El consejo de la aldea de Salavat estaba subordinado al ayuntamiento de Ishimbái. La numeración de las escuelas que se estaban construyendo en la aldea inicialmente continuó después de las escuelas en la ciudad de Ishimbái.
El 12 de junio de 1954, el asentamiento de Salavat dejó la subordinación del Ayuntamiento de Ishimbái, convirtiéndose en la ciudad de la subordinación republicana.

## Economía
Importante centro de refinación de petróleo y petroquímica (Salavatnefteorgsintez, produce combustibles líquidos, alcoholes, butilo, polietileno de alta presión, fertilizantes nitrogenados, etc), la capacidad de procesamiento del complejo es de 11,7 millones de toneladas al año.
El complejo de la refinería de petróleo cerca de tuberías asociadas con yacimientos de petróleo Ishimbay, Shkapova, Arlan, con yacimientos de gas (Kargaly, región de Oremburgo), condensado (Karachaganak, Kazajistán), así como las empresas químicas Sterlitimak.
También en la ciudad se encuentran las plantas Salavatneftemash, reparación de automóviles y el prototipo experimental para la producción de estructuras de acero. 
Las empresas manufactureras en el año 2009 se enviaron su propia producción de las actividades de limpieza, lo que costó 73760 millones de rublos.
También es una importante fuente de energía eléctrica.

## Gobierno
El Jefe de la Administración es Bukharmetov Mazgarovich Radik. Alexander Mikhaylov sirve como el Jefe Urbano de Salavat.